# 현대 람다엔진

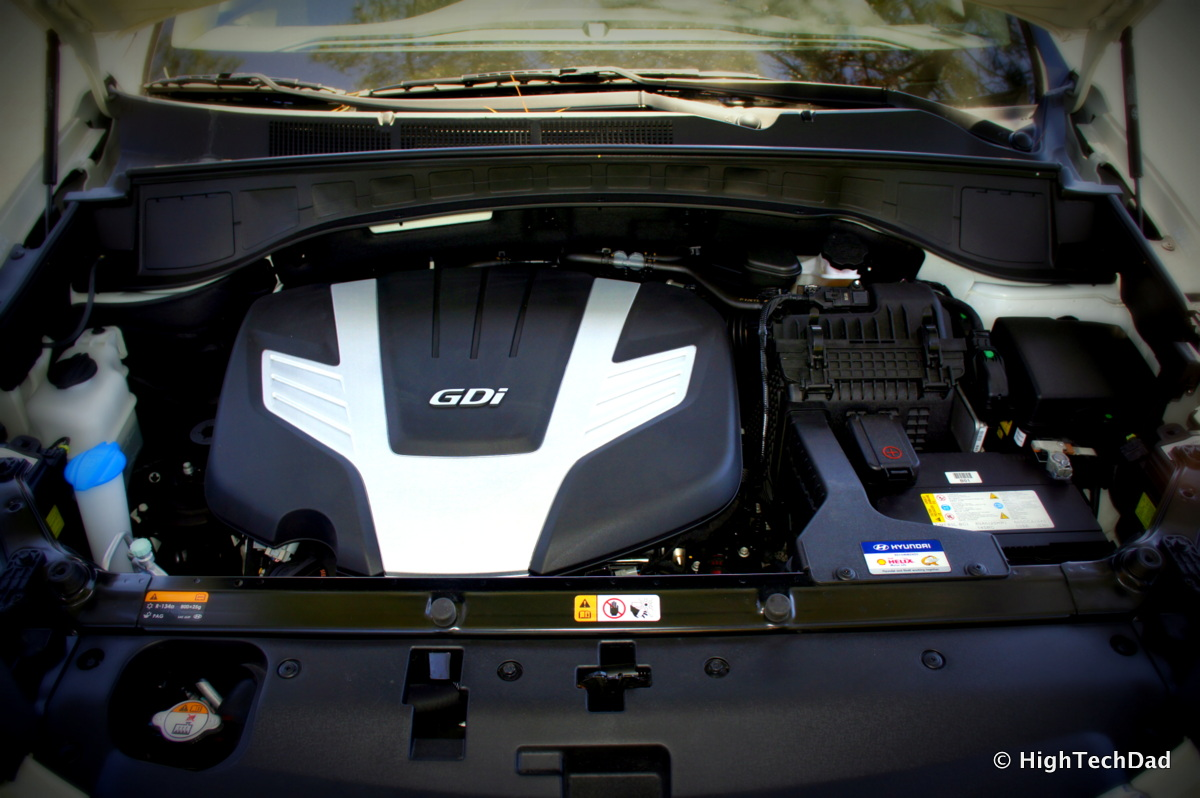
현대 람다엔진

현대 람다엔진(Hyundai Lambda(λ) Engine)은 현대자동차에서 2004년에 개발한 3.0L, 3.3L, 3.5L, 3.8L급 V형 6기통 가솔린/LPG 엔진이다. 형식명은 G6D이다.

## 개요
델타에 이어 현대자동차가 2번째로 독자 개발한 V6 가솔린 엔진으로, 2004년에 오피러스(GH)의 V6 3.5 DOHC 엔진을 람다 V6 3.8리터 DOHC 엔진으로 교체하며 처음으로 얹혔다.
선대 엔진인 시그마 엔진(G6C)의 후속으로, 그 해 말에는 에쿠스(LZ) V6 3.5 DOHC의 대체 엔진으로 3.3리터 버전이 장착됐다.
주로 미국 수출용 차량에 장착되어 있으며, 국가에 따라 3가지 분사 방식과 2가지 연료를 사용한다. 팰리세이드/텔루라이드 V6 3.8 DOHC에는 앳킨슨 사이클이 장착됐다.
2015년에 서울 모터쇼를 통해 V6 3.3L 터보 엔진을 공개하였으며, 신형 에쿠스(VI) 후속 차종인 EQ900(HI)와 제네시스 후속 차종인 제네시스 G80 Sport에 탑재됐다. 또한 제네시스 브랜드의 후륜구동 스포츠 컴팩트 세단인 G70에 탑재되었다.
2020년에는 3.5리터 사양이 추가됐으며, 자연흡기와 트윈터보 사양이 있다.

## 장착 차량
- 현대자동차
  - 싼타페(CM) : V6 3.3L MPi DOHC (미국)
  - 싼타페(DM) : V6 3.3L GDi DOHC (미국)
  - 맥스크루즈(NC) : V6 3.3L GDi DOHC (대한민국)
  - 그랜드 싼타페(NC) : V6 3.3L GDi DOHC (중국, 유럽)
  - 싼타페(NC) : V6 3.3L GDi DOHC (미국)
  - 베라크루즈(EN) : V6 3.8L MPi DOHC (대한민국, 미국)
  - 엔투리지(VQ) : V6 3.8L MPi DOHC (미국)
  - 쏘나타(NF) : V6 3.3L MPi DOHC (대한민국, 미국)
  - 그랜저(TG) :  V6 3.3L MPi DOHC (전 세계 공통), V6 3.8L DOHC VVT (대한민국, 미국)
  - 그랜저(HG) : V6 3.0L GDi DOHC (대한민국), V6 3.3L GDi DOHC (대한민국, 미국), V6 3.0L LPi (대한민국)
  - 아슬란(AG) : V6 3.0L GDi DOHC (대한민국), V6 3.3L GDi DOHC (대한민국)
  - 그랜저(IG) : V6 3.0L GDi DOHC (대한민국), V6 3.3L GDi DOHC (대한민국), V6 3.0L LPi (대한민국)
  - 제네시스 쿠페(BK) : V6 3.8L MPi DOHC, V6 3.8L GDi DOHC
  - 제네시스(BH) : V6 3.3L MPi DOHC, V6 3.3L GDi DOHC, V6 3.8L MPi DOHC, V6 3.8L GDi DOHC
  - 제네시스(DH) : V6 3.3L GDi DOHC (대한민국), V6 3.8L GDi DOHC (공통)
  - G80(DH) : V6 3.3L GDi DOHC (대한민국), V6 3.3L T-GDi DOHC, V6 3.8L GDi DOHC (공통)
  - G70
  - 에쿠스(LZ) : V6 3.3L MPi DOHC, V6 3.8L MPi DOHC
  - 에쿠스(VI) : V6 3.8L MPi DOHC, V6 3.8L GDi DOHC
  - EQ900(HI) : V6 3.3L T-GDi DOHC, V6 3.8L GDi DOHC
  - 팰리세이드(LX2) : V6 3.8L 람다2 GDi(앳킨슨 사이클)

- 기아자동차
  - K7(VG) : V6 3.5L MPi DOHC, V6 3.0L GDi DOHC, V6 3.3L GDi DOHC, V6 3.0L LPi (대한민국)
  - K7(YG) : V6 3.3L GDi DOHC, V6 3.0L LPi (대한민국)
  - 스팅어(CK) : V6 3.3L T-GDi DOHC
  - K9(KH) : V6 3.3L GDi DOHC (대한민국), V6 3.8L GDi DOHC (공통)
  - 오피러스(GH) : V6 3.3L MPi DOHC, V6 3.8L MPi DOHC
  - 카니발(VQ) : V6 3.5L MPi DOHC, V6 3.8L MPi DOHC (이상 미국)
  - 카니발(YP) : V6 3.3L GDi DOHC
  - 쏘렌토(XM) : V6 3.3L GDi DOHC, V6 3.5L MPi DOHC (이상 미국)
  - 쏘렌토(UM) : V6 3.3L GDi DOHC
  - 모하비(HM) : V6 3.8L MPi DOHC